# Le Messager (France)
Pour les articles homonymes, voir Le Messager.
Le Messager est un hebdomadaire haut-savoyard dont le siège est à Anthy-sur-Léman.

## Histoire
Fondé en 1897/98 par Pierre Raffin, à Thonon-les-Bains, il porte le titre de Le Messager agricole, commercial et industriel de la Haute- Savoie, paraissant le samedi, que l'on trouve sous la forme Le Messager agricole/Le Messager de la Haute-Savoie dans les différentes sources, puis Le Messager patriotique de la Haute-Savoie au vers la fin de la Seconde Guerre mondiale (1944) et enfin Le Messager. En 1994, Bernard Mossu vend le journal au groupe La Voix du Nord.

## Diffusion
Diffusé à 24 500 exemplaires, il est divisé en 3 éditions locales qui épousent le découpage des provinces historiques du Nord de la Savoie : Chablais, Faucigny, Genevois.

## Groupe Le Messager
Le Groupe du Messager rassemble cinq hebdomadaires :
- les trois éditions du Messager (Chablais, Faucigny, Genevois), fondé en 1898. Parution : jeudi.
- L'Essor savoyard est le nom de ses éditions annecienne et chambérienne, fondés en 1945. Parution : jeudi .
- La Savoie (département de la Savoie), fondé en 1944 sous le nom la Résistance savoisienne, est acquis en 1992[3]. Parution : jeudi.
- La Tribune républicaine (Bellegarde-sur-Valserine, Les Usses, Sémine-Valserine), fondée en 1902. Parution : jeudi.
- Le Pays gessien (Pays de Gex), fondé en 1860. Parution : jeudi.